# Santi Severino e Sossio
Koordinaten: 40° 50′ 52,8″ N, 14° 15′ 29,9″ O

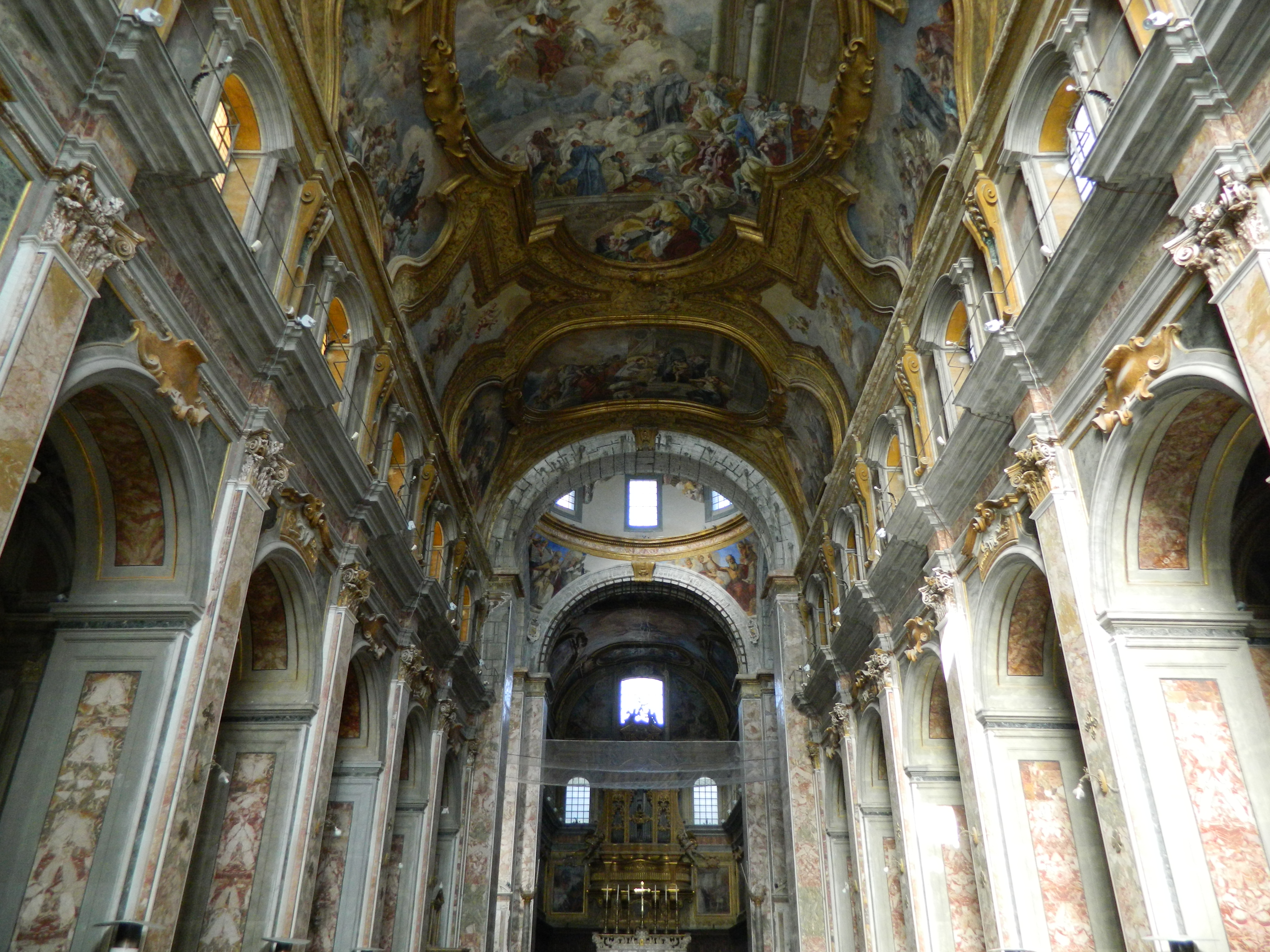
Innenraum der Kirche mit Deckengewölbe

Santi Severino e Sossio ist ein Gebäudekomplex mit Kirche und (ehemaligem) Kloster in der historischen Altstadt von Neapel, Via Bartolommeo Capasso. Der Name bezieht sich auf die Heiligen Severin von Noricum und Sossio, einen Begleiter des San Gennaro (oder Januarius), den Stadtpatron von Neapel. Das einstige Benediktinerkloster war eines der größten und bedeutendsten der Stadt und befand sich nahe der ehemaligen Stadtmauer im ehemals antiken Kern, im decumano inferiore. Heute befindet sich hier das Staatsarchiv von Neapel (Archivio di Stato di Napoli).
Santi Severino e Sossio gehört zum Weltkulturerbe der UNESCO.

## Geschichte

Plan des Complesso monastico SS Severino e Sossio:
██ Kirche
██ Cappella Medici di Gragnano
██ Sakristei
██ Kreuzgänge (Chiostri)
██ Freskenzyklus Leben des heiligen Benedikt von Antonio Solario, ca. 1515
██ Kapitelsaal (oder Sala Catasti)
██ Sala Tasso
██ Refektorium (oder Sala Filangieri)

Der Bau des Klosters geht auf das 10. Jahrhundert zurück, als die Benediktinermönche, die vorher auf dem Hügel von Pizzofalcone lebten, aus Angst vor Streifzügen der Sarazenen hierher in die Stadt zogen. Die Reliquien des heiligen Severinus kamen im Jahr 902 in den Besitz des Klosters, zwei Jahre später (904) folgten diejenigen von San Sossio. Die Reliquien der beiden Heiligen blieben bis 1808 in der Kirche, als man sie in das nahegelegene Frattamaggiore brachte.
1394, während der Herrschaft der Anjou, wurde im Kloster das Parlament einberufen durch die Familie Sanseverino, Parteigänger von König Ludwig II.
1494 wurde dank der finanziellen Unterstützung von Alfons II. eine neue Kirche errichtet. Die Bauarbeiten lagen in der Hand des Architekten Giovanni Francesco Mormando und zogen sich bis 1535 hin; der Ausbau des dazugehörigen Klosterkomplexes wurde 1571 von Giovanni Francesco Di Palma abgeschlossen und finanziert von der Familie des Troiano Mormile. Die Kuppel der Kirche wurde 1561 nach Plänen von Sigismondo Di Giovanni gebaut, und 1571 feierte man die offizielle Weihe der Kirche.
Nach mehreren Erdbeben bekam die Kirche im 18. Jahrhundert durch Giovanni Del Gaizo eine neue Fassade nach Entwürfen von Giovan Battista Nauclerio.
Das Kloster wurde 1799 aufgehoben und zu einem Depot der Truppen von Kardinal Ruffo umfunktioniert, die dem Bauwerk nicht wenige Schäden zufügten. 1804 durften die Benediktiner zurückkehren, mussten aber wenige Jahre später ihr Kloster wieder verlassen.
Seit 1808 – nach anderen Quellen seit 1835 – befindet sich im Konvent, in den Gebäuden um die vier Kreuzgänge (siehe unten), der Sitz des Staatsarchivs von Neapel (Archivio di Stato di Napoli), das von „fundamentaler Bedeutung für die Geschichte Süditaliens vom 10. Jahrhundert bis heute“ ist. Diesem angeschlossen ist auch eine Schule für Archivieren, Paläografie und Diplomatik (Scuola di Archivistica, Paleografia e Diplomatica), die zweijährige Spezialkurse anbietet.
Die Gebäude von Santi Severino e Sossio wurden 1980 durch das Erdbeben von Irpinia schwer beschädigt, und die Kirche war jahrzehntelang geschlossen. Nach einer notwendigen Restaurierungsphase konnte sie erst am 6. Mai 2014 wiedereröffnet werden.

## Inneres

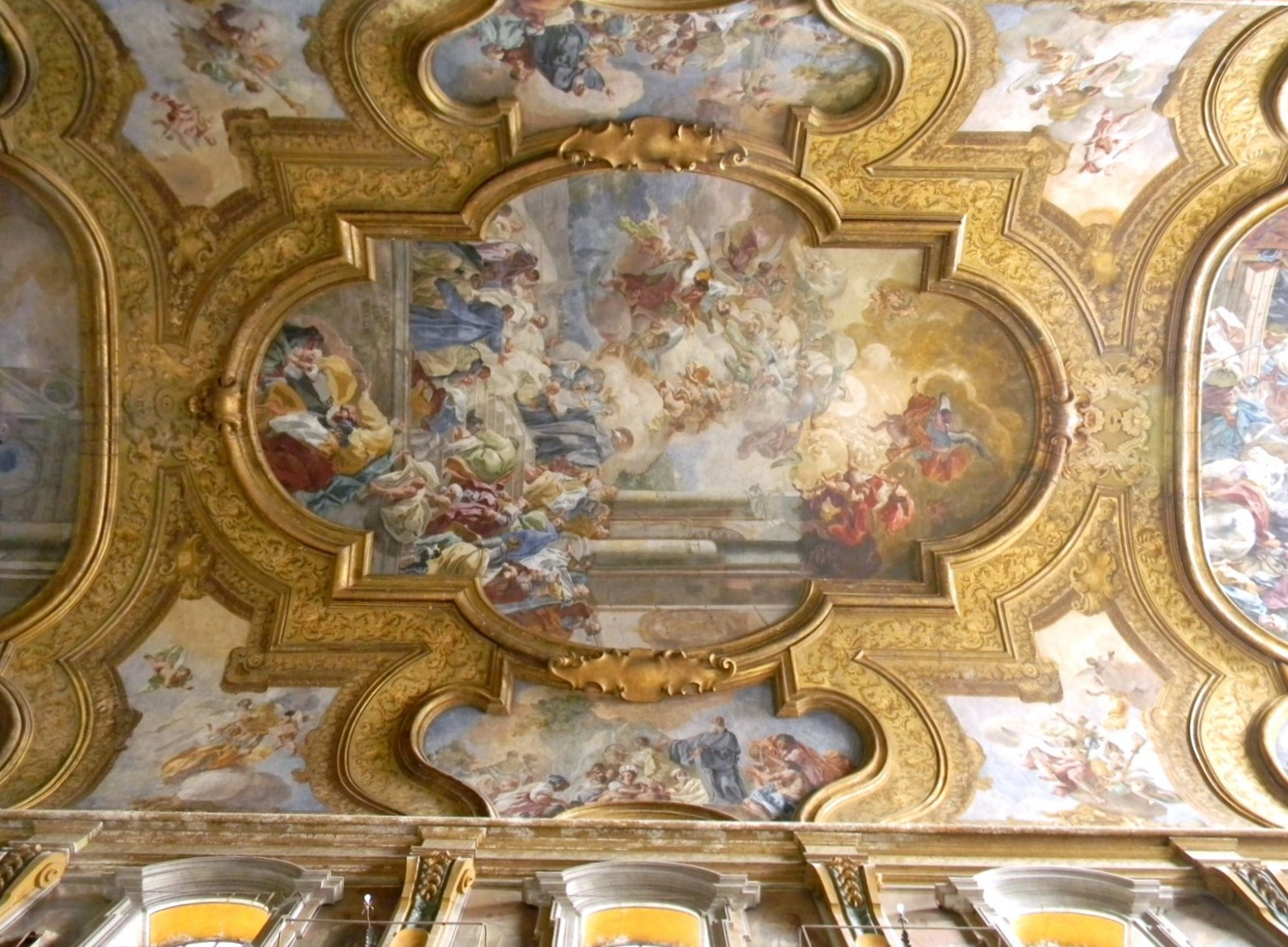
Santi Severino e Sossio, Deckengewölbe mit Fresken von Francesco De Mura

### Hauptschiff und Apsis
Santi Severino e Sossio wurde 1643 von Giulio Cesare Capaccio als „die schönste Kirche“ von Neapel bezeichnet („La più bella ecclesia che era in la dicta cita“), wobei man allerdings berücksichtigen muss, dass viele andere Kirchen der Stadt, die heute in barockem Glanz erstrahlen, in den 1640er Jahren noch in einem sehr unfertigen Zustand waren.
Der Innenraum ist etwa 80 m lang. Der Grundriss hat die Form eines lateinischen Kreuzes mit sieben Kapellen zu beiden Seiten des Kirchenschiffs und einer sehr großen und tiefen viereckigen Apsis. Hinzu kommen zwei weitere große Seitenkapellen rechts und links von der Apsis.

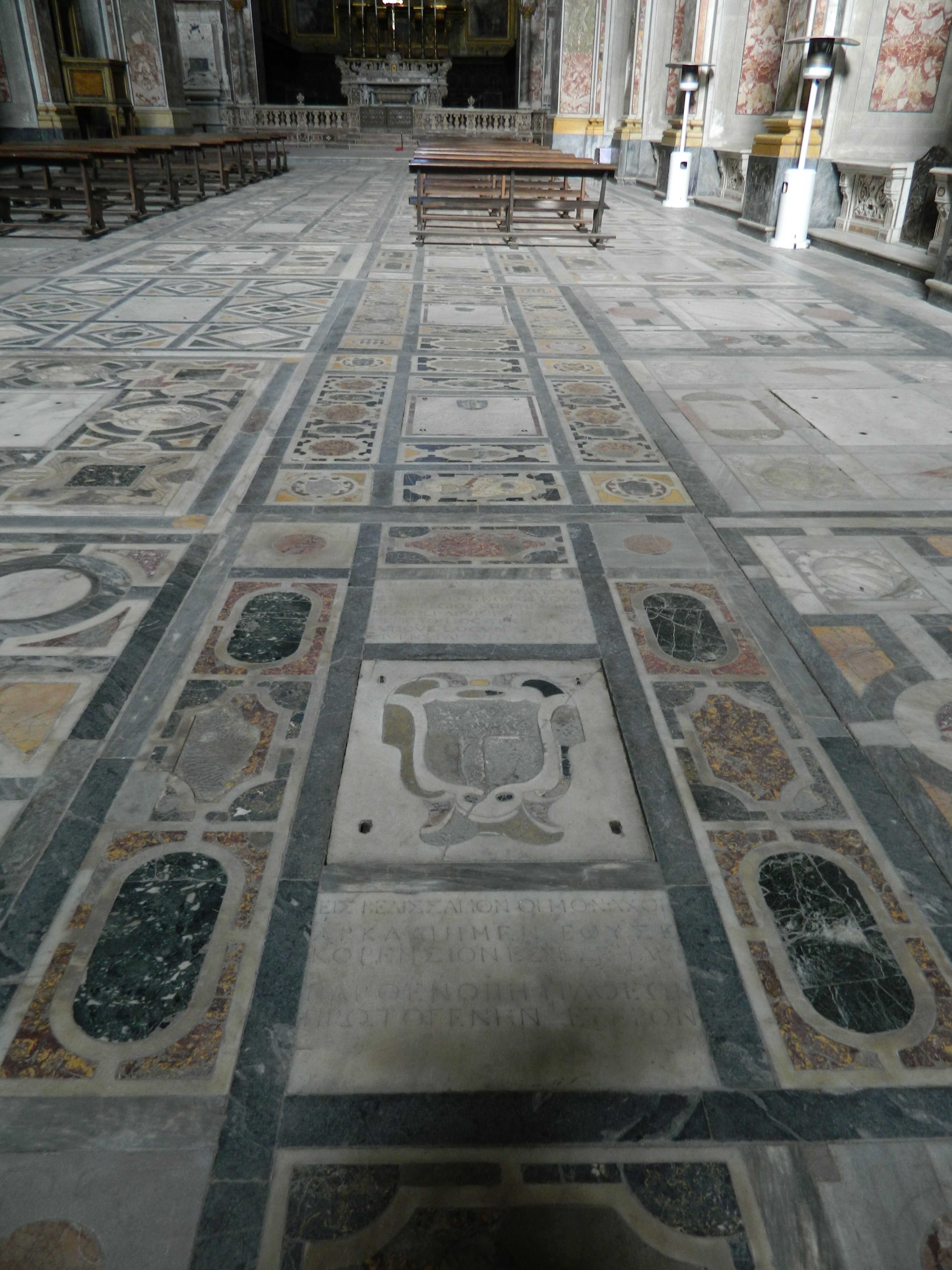
Fußboden mit Grabplatte von Belisario Corenzio

Besonders bemerkenswert ist der vielfarbige Fußboden aus dem 16. Jahrhundert, für den man Marmorsorten aus 14 verschiedenen Herkunftsstätten von Spanien bis zur Türkei verwendete. In den Boden sind außerdem zahlreiche Grabplatten eingelassen, darunter auch diejenige des griechischstämmigen Malers Belisario Corenzio (in griechischer Schrift), der einen großen Teil der Kirche mit Fresken ausmalte. Laut einer Legende, die von De Domenici verbreitet wurde, soll der über 80-jährige Corenzio 1643 angeblich auf ein Gerüst gestiegen sein, um etwas am Deckenfresko auszubessern, und dabei vom Gerüst gefallen und gestorben sein – nach neueren Studien ist allerdings erwiesen, dass er einige Jahre später (1646) noch lebte, sich aber nach Frusinate (heute: Esperia) zurückgezogen hatte.

Belisario Corenzios Fresken im Deckengewölbe wurden beim Erdbeben von 1731 zerstört. Erhalten blieben seine Darstellung der Dreifaltigkeit im Querschiff (1609), Geschichten aus dem Alten Testament und die Geschichte des Benediktinerordens an Decke und Wänden der Apsis, und die Auferstehung Christi im rechten Querschiff (1609).
Die Kuppel wurde 1561 von Sigismondo Coccapani errichtet und gehörte zu den ersten in Neapel; sie wurde 1566 durch den flämischen Maler Paul Schepers dekoriert (nur teilweise erhalten).
Als Ersatz für die zerstörten Fresken von Corenzio schuf Francesco De Mura im 18. Jahrhundert im Gewölbe des Kirchenschiffs die Vision des heiligen Benedikt (1740). Von De Mura sind außerdem: das Gastmahl im Hause des Pharisäers an der Eingangswand (1740), die  Begegnung von Benedikt und Totila, mit Maurus und Placidus, und ein Zyklus von 30 Bildern zwischen den Fenstern mit Päpsten aus dem Benediktinerorden (1745) – und mit den Titelheiligen San Severino und San Sossio neben dem Fenster der Eingangsfassade.
Die Stuckdekorationen schuf Giuseppe Scarola.

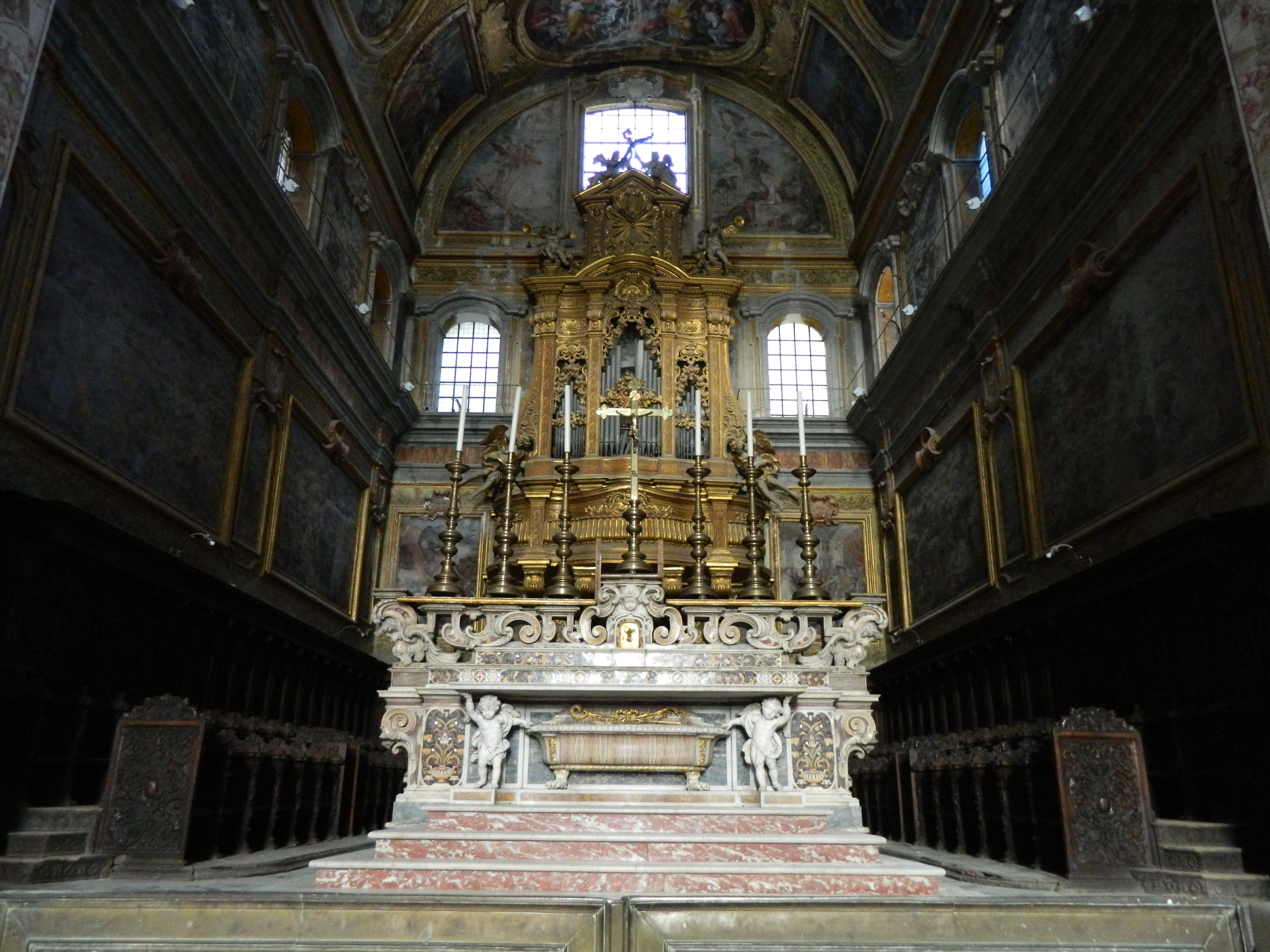
Apsis mit Hauptaltar und Orgel

Der Hauptaltar und die Balustrade des Presbyteriums wurden 1640 von Cosimo Fanzago geschaffen, der Fußboden ist von 1697; der Altar wurde jedoch 1783 von Giacomo Mazzotti erneuert, der dabei den Paliotto (Altarvorsatz) veränderte. An der Rückwand der Apsis, hinter dem Hauptaltar, befindet sich die geschnitzte und komplett vergoldete barocke Orgelempore (siehe Abb.).
Das feingeschnitzte Chorgestühl ist ein Werk von Benvenuto Tortelli aus Brescia und wurde schnell zum Vorbild für andere Kirchen in Neapel und Süditalien.

### Seitenkapellen
In den Seitenkapellen arbeiteten einige bedeutende und einflussreiche Maler und Bildhauer Neapels im 16. und frühen 17. Jahrhundert.
Rechte Seite:

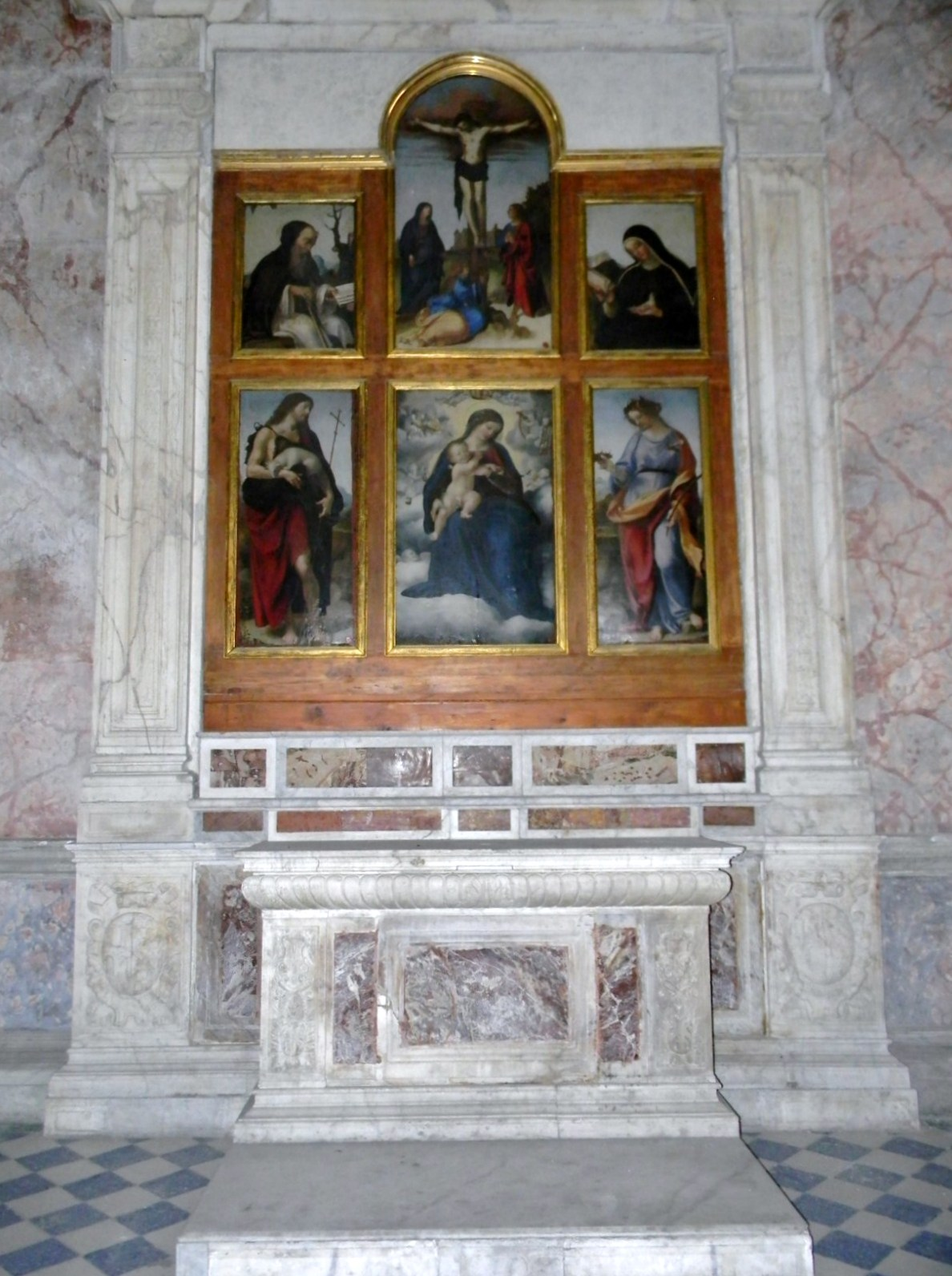
Polyptichon des Andrea da Salerno, 1529 (Madonna mit Kind, Kreuzigung, Heilige)

Marco dal Pino aus Siena ist vertreten mit Werken in der ersten Kapelle rechts (Geburt Mariä), in der dritten Kapelle rechts (Mariä Himmelfahrt) und in der sechsten Kapelle rechts (Epifanias) – in der letzteren schuf er auch die Deckenfresken.

In der ersten Kapelle rechts befindet sich außerdem eine anonyme Tafel mit den Heiligen Georg, Sebastian und Stephan aus dem späten 15. Jahrhundert.

In der zweiten Kapelle rechts sind marmorne Skulpturen und Altäre von Giovanni Antonio Tenerello, einem ‚zweitrangigen‘ Künstler der lokalen Schule.

In der dritten gibt es Fresken von Giovan Filippo Criscuolo.

Belisario Corenzio malte die Fresken an den Wänden der fünften Kapelle, das Gemälde der Verkündigung ist wiederum von Criscuolo.
Linke Seite:

In der ersten Kapelle links befindet sich eine Geburt Jesu von Marco dal Pino.

Das Polyptichon von 1529 in der zweiten Kapelle links schuf Andrea da Salerno, mit Bildern einer Madonna mit Kind im Zentrum und darüber einer Kreuzigung, sowie diversen Heiligen (siehe Abbildung). In der gleichen Kapelle malte Niccolò de Simone die Fresken mit Geschichten des Moses.

In der dritten Kapelle gibt es eine Grablegung Christi von Giovanni Bernardo Lama, wo er sich selbst und seinen Schwiegervater (und Maler) Pompeo Landolfo verewigte (siehe Abbildung unten).

Die Maria Immaculata in der fünften Kapelle links ist ein Werk von Antonio Stabile von 1582 (siehe Abbildung unten).

In der siebenten Kapelle links befindet sich ein Heiliger Lorenz von Cavalier d’Arpino, die Madonna mit Kind und Heiligen schuf Giuseppe Marullo 1633.

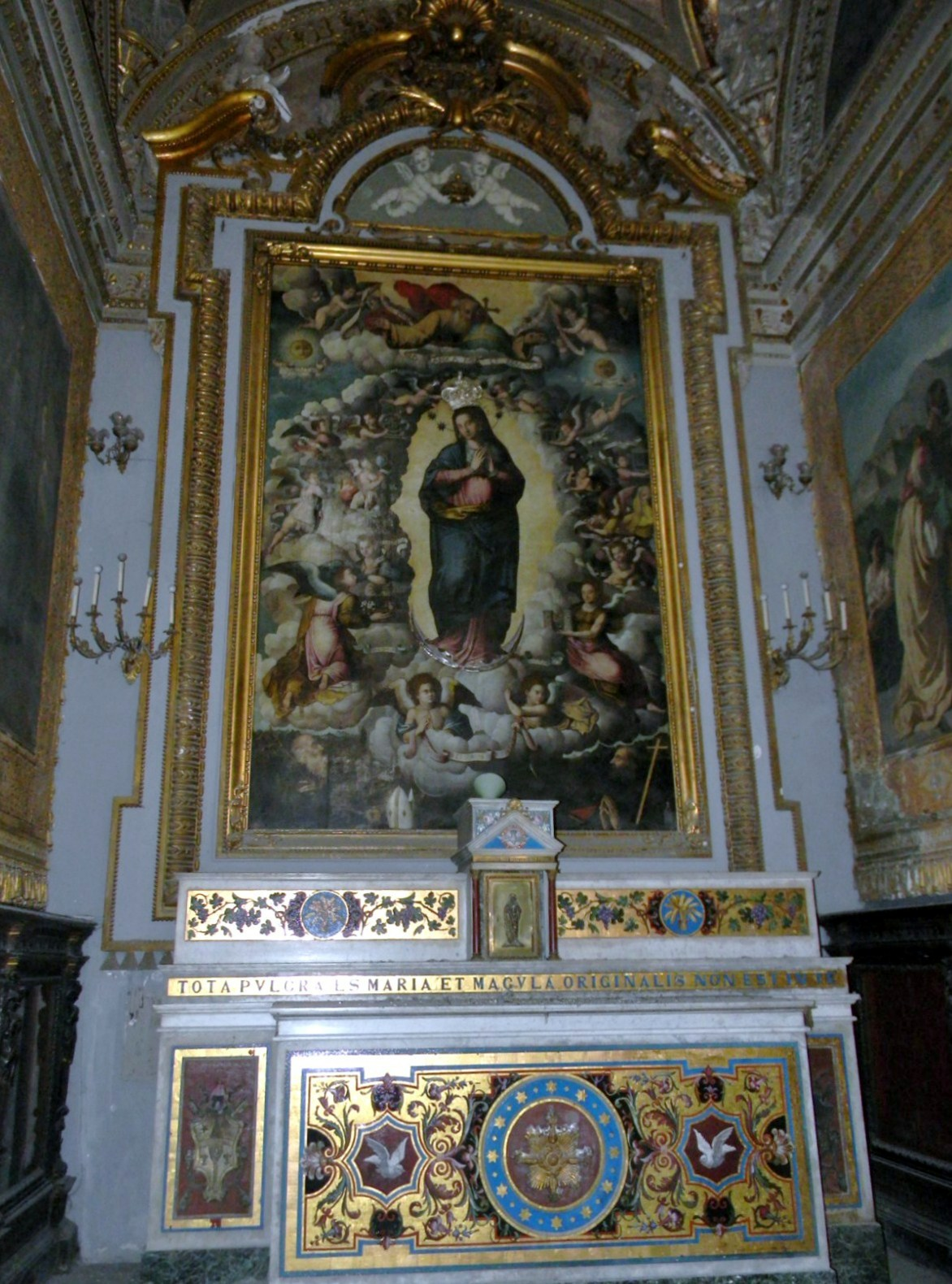
Madonna Immaculata von Antonio Stabile, 1582
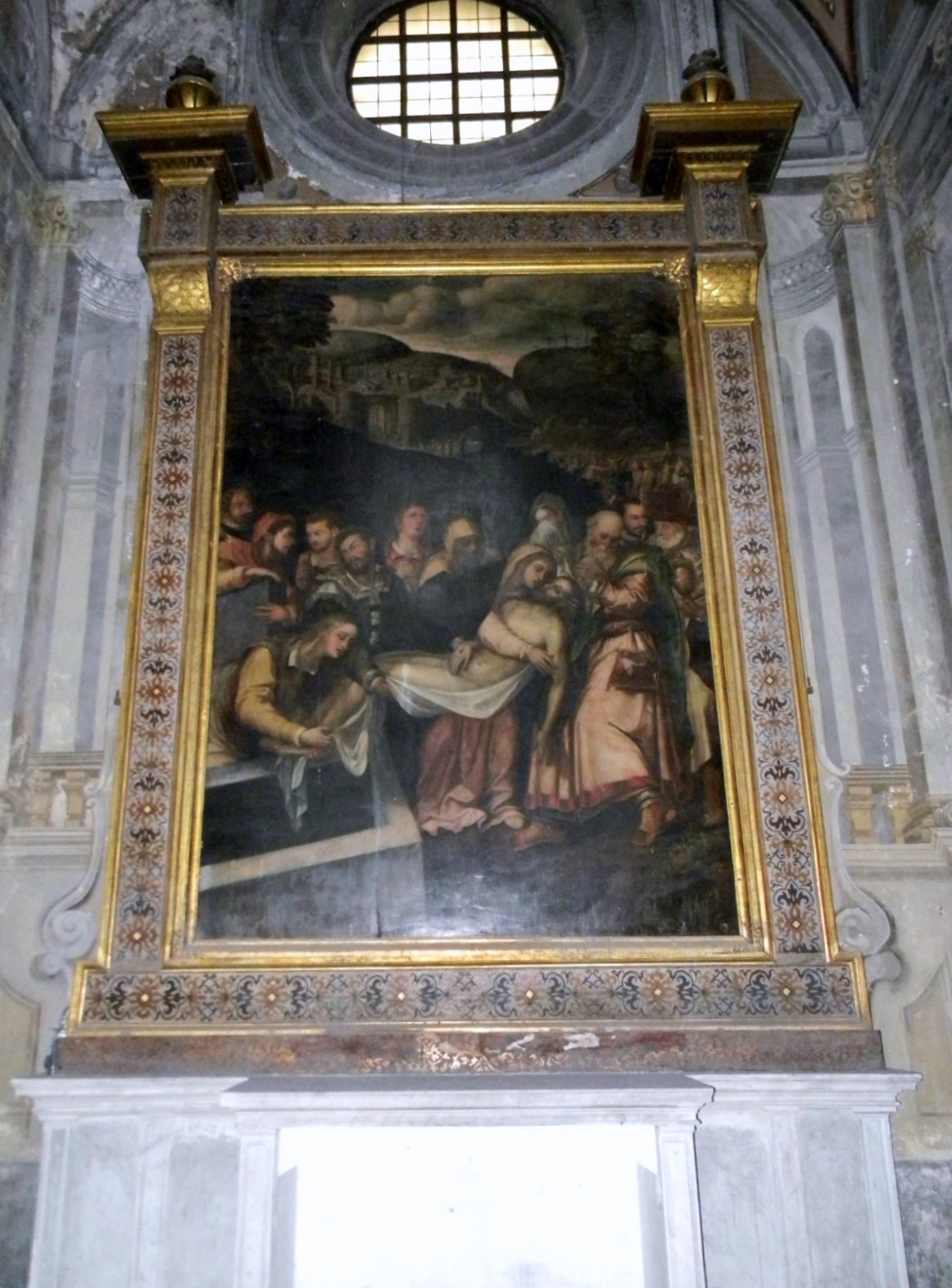
Grablegung Christi von Giovanni Bernardo Lama

### Querschiff
Im linken Querschiff befindet sich das Grabmonument für Vincenzo Carafa von Girolamo D’Auria (1611); der Kalvarienberg in Öl an der linken Wand ist wiederum von Marco Pino (genannt: Marco da Siena) von 1577.
Auf der rechten Seite des Querschiffs sieht man an der rechten Wand eine Grablegung, die Girolamo Imparato zugeschrieben wird; die Kreuzigung auf dem Altar ist von Cornelis Smet und das Basrelief des letzten Abendmahls von Giovanni da Nola.

### Cappella Sanseverino und Cappella Gesualdo
Die beiden Kapellen des Presbyteriums – rechts die Cappella Sanseverino und links die Cappella Gesualdo-Troya – wurden vermutlich als erste dekoriert, die eine zwischen 1538 und 1548, die andere von 1542 bis 1561, also schon einige Jahre vor der Eröffnung der Kirche im Jahr 1567.

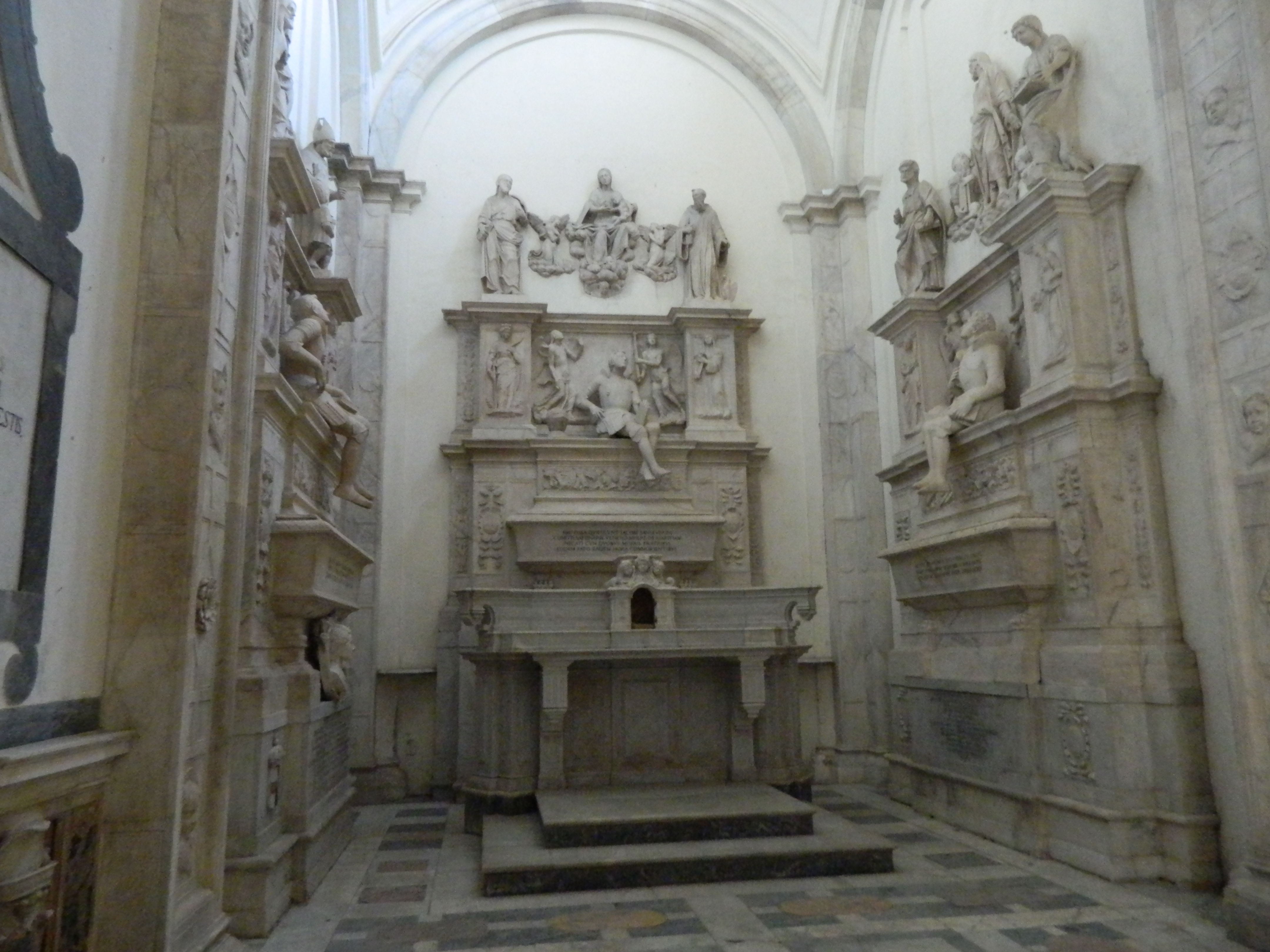
Cappella Sanseverino (rechtes Querschiff)

Die Cappella Sanseverino ist Corpus Christi geweiht. Sie wurde gegründet von Ippolita de Monti, Frau des Ugo und Gräfin von Saponara, als ein wahres Pantheon der Familie. Der Raum wird beherrscht von Giovanni da Nolas Drei Grabmälern der Brüder Sanseverino. Die drei jungen Männer starben vorzeitig, vergiftet durch ihren eigenen Onkel aus Gründen der Erbfolge. Sie wurden vom Künstler auf Wunsch der Mutter nicht liegend dargestellt, sondern sitzend, lebendig und einander zugewandt. Die Mutter selber ließ sich am gleichen Ort begraben, die Grabplatte befindet sich auf dem Fußboden vor dem mittleren Monument, hinter dem Altar.

Im Laufe der Jahre wurden in der Kapelle zahlreiche Inschriften und Medaillons für andere Mitglieder des Hauses Sanseverino angebracht, darunter der Krieger Alessandro de Monti († 22. Juni 1622), Giulia de Monti und ihr Sohn Geronimo († 1715), Geronimo de Monti-Sanfelice, Herzog von Lauriano (1. Hälfte d. 18. Jhdt.s), und Salvatore di Capua-Sanseverino, Fürst von Riccia und Marchese di Raiano († 1858).
In der Cappella di Girolamo Gesualdo auf der linken Seite des Chores sieht man das Grabmonument des Titulars, das von Giovanni Domenico D’Auria geschaffen wurde.

## Cappella Medici di Gragnano

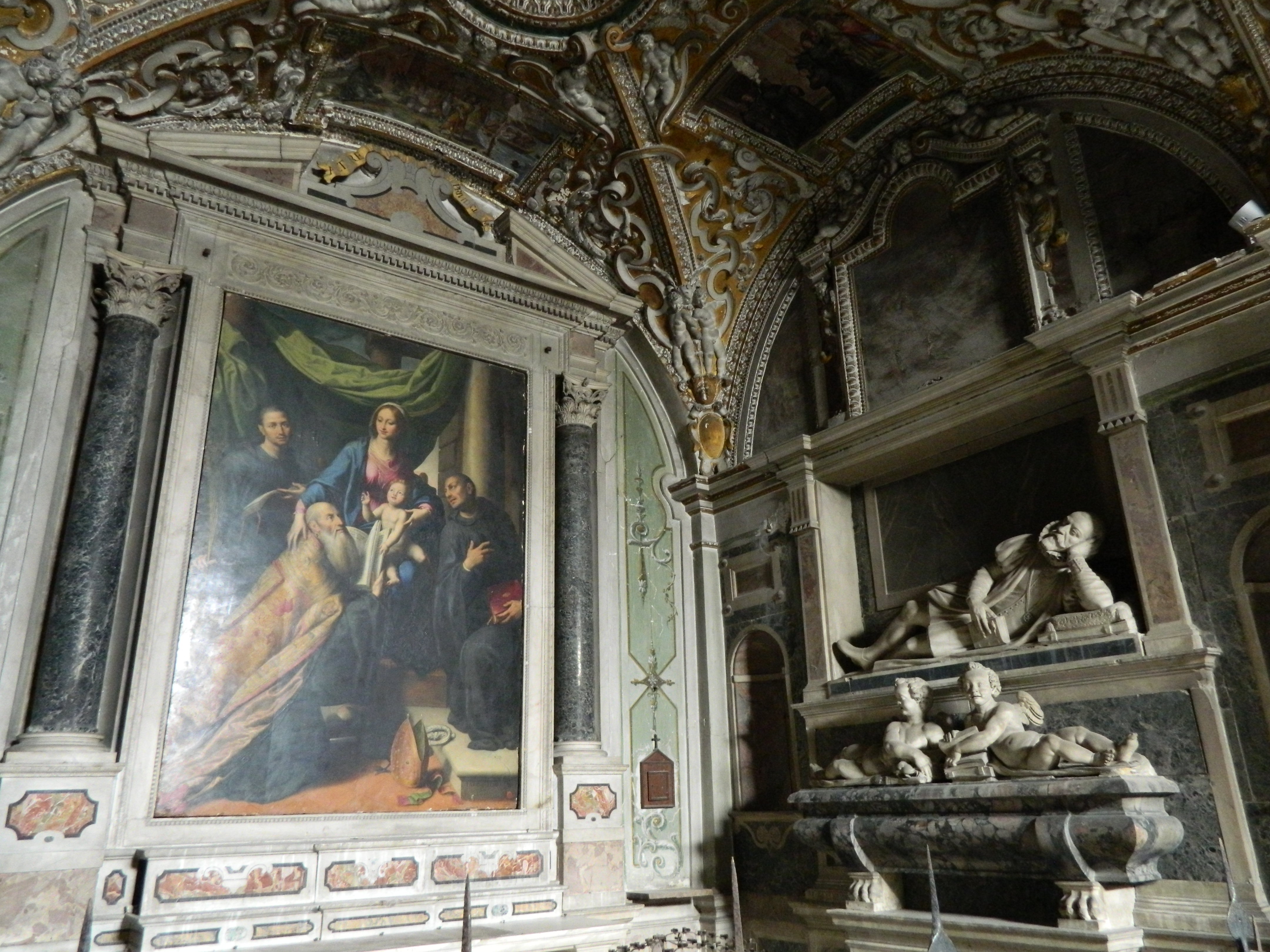
Cappella Medici di Gragnano

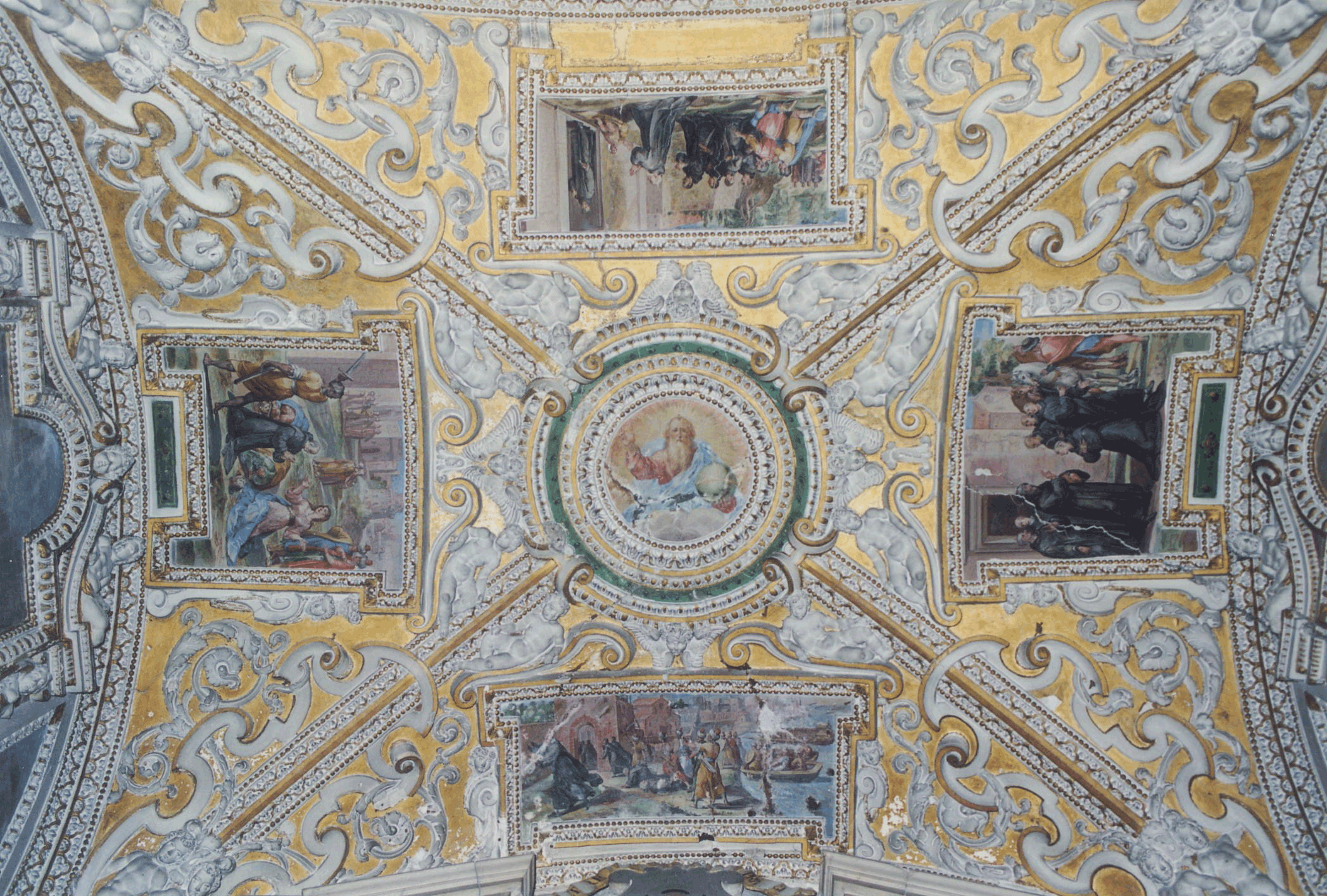
Decke der Cappella Medici di Gragnano von Belisario Corenzio (vor 1593)

Die Cappella Medici di Gragnano befindet sich kurz vor der Sakristei in der „Antisagrestia“. Sie entstand im Auftrag von Camillo de’ Medici, einem Exponenten der berühmten florentinischen Familie. Die Arbeiten begannen 1590 und dauerten bis 1600.
Das Messinggitter von 1599 ist eine Arbeit von Martino de Rossi, während die polychrome Marmordekoration von Fabrizio di Guido stammt. Auf dem Altar befindet sich ein großes Gemälde einer Madonna mit Kind und den Heiligen Benedikt, Maurus und Placidus von Fabrizio Santafede von 1593. Die teilweise vergoldete Stuckdekoration der Decke bildet den Rahmen für vier Gemälde von Belisario Corenzio.
Das Grabmal des Camillo de’ Medici an der rechten Wand schuf der neapolitanische Bildhauer Girolamo D’Auria von 1596 bis 1600, wie die lateinische Inschrift verrät. Die Statue des Verstorbenen in der Nische über dem Sarkophag ist in seitlich liegender, lässiger Haltung dargestellt, mit einer Hand unter dem Kopf und in der anderen Hand ein Buch, scheinbar nachsinnend; diese Pose versinnbildlicht die Unsterblichkeit der Seele und wurde in Neapel geradezu klassisch durch diverse andere Grabmale, wo sie von d’Auria selber und von Michelangelo Naccherino ganz ähnlich verwendet wurde.
Gegenüber an der linken Wand, in einem Basrelief, stellte Girolamo d’Auria die Auferstehung des Lazarus dar (1596).

## Sakristei

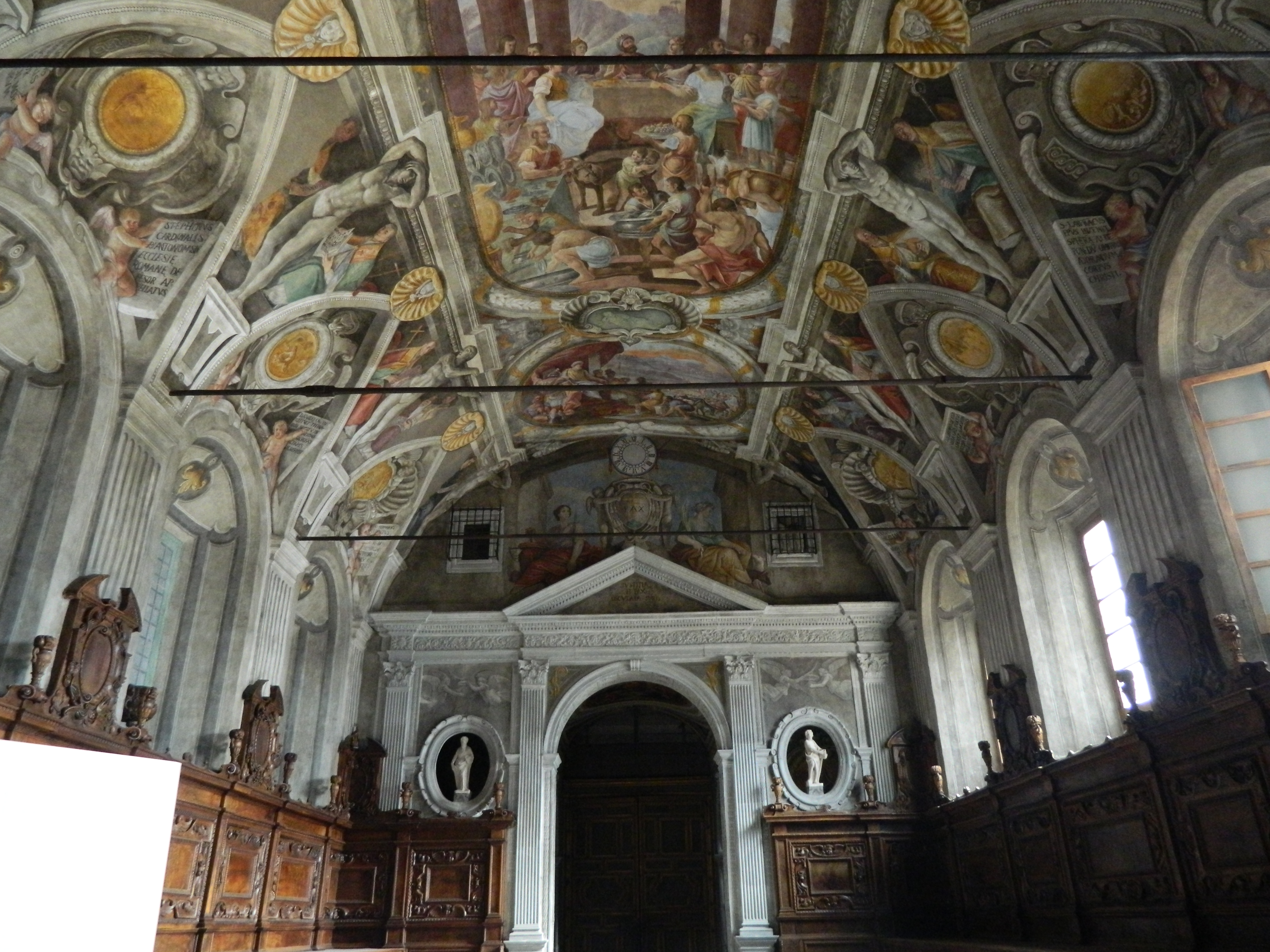
Sakristei mit Fresken von Onofrio De Lione

Die Sakristei wurde in der Mitte des 17. Jahrhunderts von dem neapolitanischen Maler Onofrio De Lione mit Fresken über Geschichten aus dem Alten Testament ausgemalt. Onofrio war ein Schüler von Belisario Corenzio und Bruder des bekannteren Andrea De Lione. Die Fresken sind mit 1651 datiert. Das Mobiliar aus Nussbaum ist mit heiligen und profanen Symbolen geschmückt.
Von der Sakristei führt ein Gang zur alten Kirche oder Chiesa Inferiore (oder Succorpo) mit zahlreichen Gräbern aus dem 16. Jahrhundert.

## Kreuzgänge
Das ehemalige Klostergebäude verfügt über vier Kreuzgänge, die umgeben sind von einigen künstlerisch bedeutenden Räumlichkeiten, wie dem ehemaligen Refektorium und dem Kapitelsaal, wo sich, genau wie in den angrenzenden Gebäuden, heute außerdem das Staatsarchiv von Neapel befindet.

### Chiostro del Platano

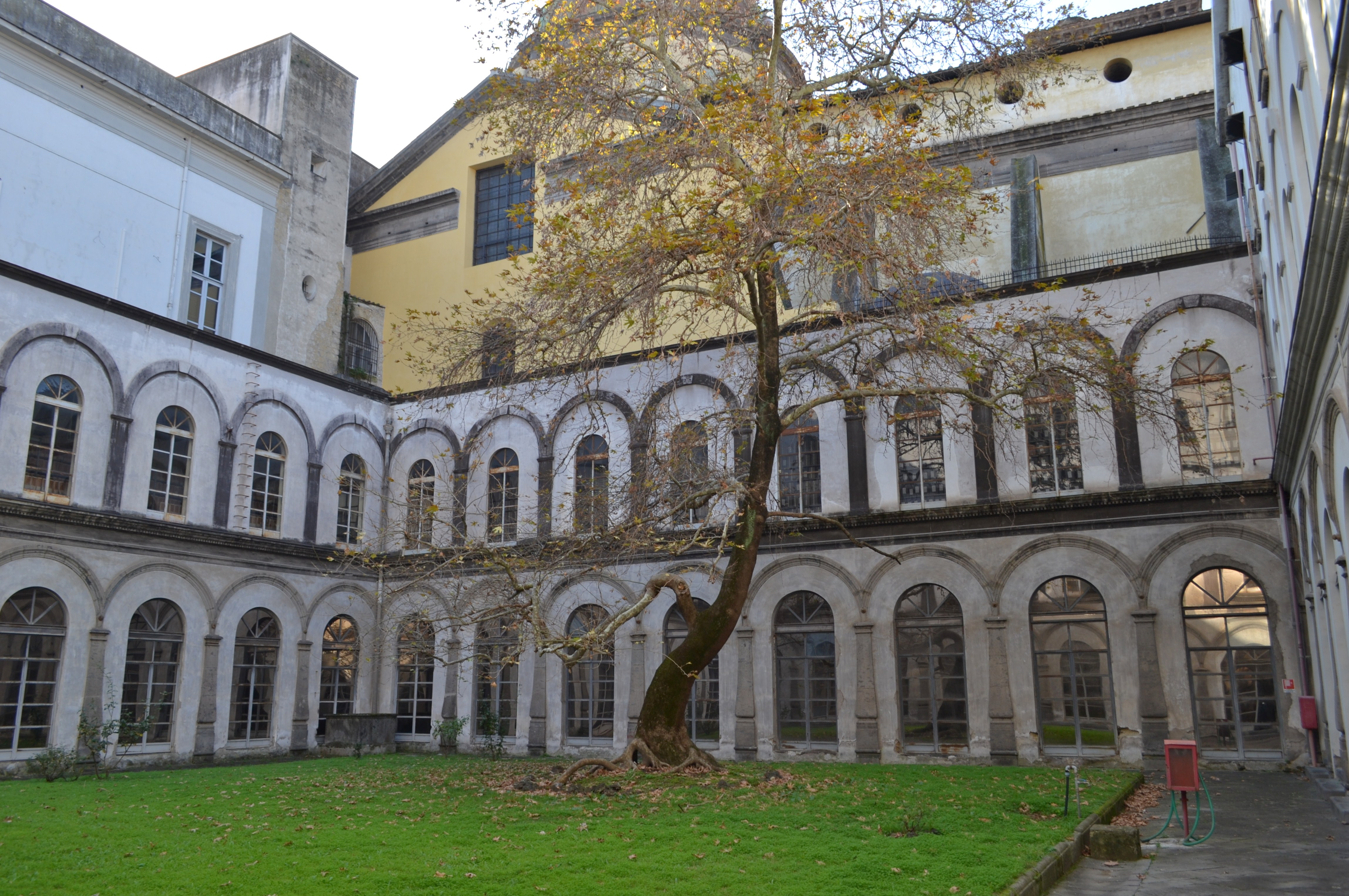
Chiostro del Platano

Direkt neben der Kirche liegt der Chiostro del Platano (Kreuzgang der Platane), der bereits in der ursprünglichen Struktur aus dem 10. Jahrhundert angelegt war, was ihn zu einem der ältesten der Stadt macht. Nach der Überlieferung erhielt er seinen Namen, weil es an der gleichen Stelle früher ein Platanenwäldchen gab, das der heilige Benedikt von Anicio Equizio, Pater von San Marco, als Geschenk erhielt. Nach einer anderen Legende bezieht sich der Name ganz einfach auf eine alte Platane, die hier einst stand und deren Blätter eine besondere Heilkraft besitzen sollen; der Baum wurde 1959 gefällt, als er einen Umfang von 8,45 m hatte, aber aus seiner Wurzel wuchs ein neuer Baum.
Der Kreuzgang wurde im Laufe der Jahrhunderte mehrfach verändert, zuerst Anfang des 11. Jahrhunderts, dann im 15. Jahrhundert, als auch ein neuer Kreuzgang erbaut wurde; im 18. Jahrhundert wurde er nochmals vergrößert und erhielt 1715 von Nicola d’Apice und Nicola Valente Pilaster aus Piperno anstelle der ursprünglichen Säulen.
Die Architektur des Chiostro del Platano ist sehr elegant, mit einem quadratischen Grundriss und mit acht Rundbögen auf jeder Seite auf beiden Etagen.
Die Wände des Ganges wurden im ersten Viertel des 16. Jahrhunderts mit einem Freskenzyklus über das Leben des heiligen Benedikt bemalt; der Zyklus wird Antonio Solario und seiner Werkstatt zugeschrieben. In der ersten Hälfte des 19. Jahrhunderts wurden die Arkaden mit Fenstern verschlossen, zum Schutz der Fresken, deren Erhaltungszustand leider trotzdem nicht der beste ist.

Leben des Heiligen Benedikt (Details) von Antonio Solario
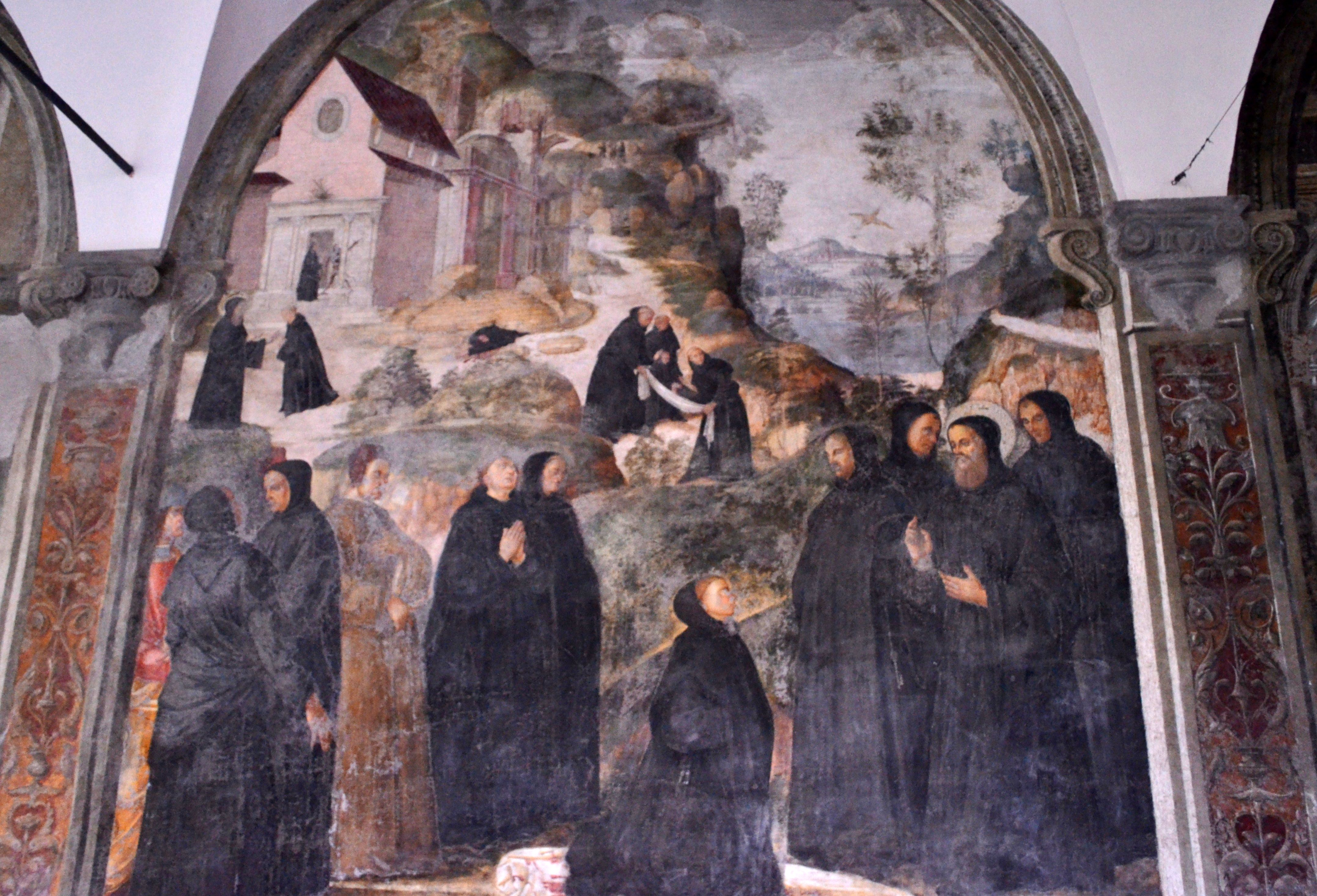
Antonio Solario: Vita di San Benedetto
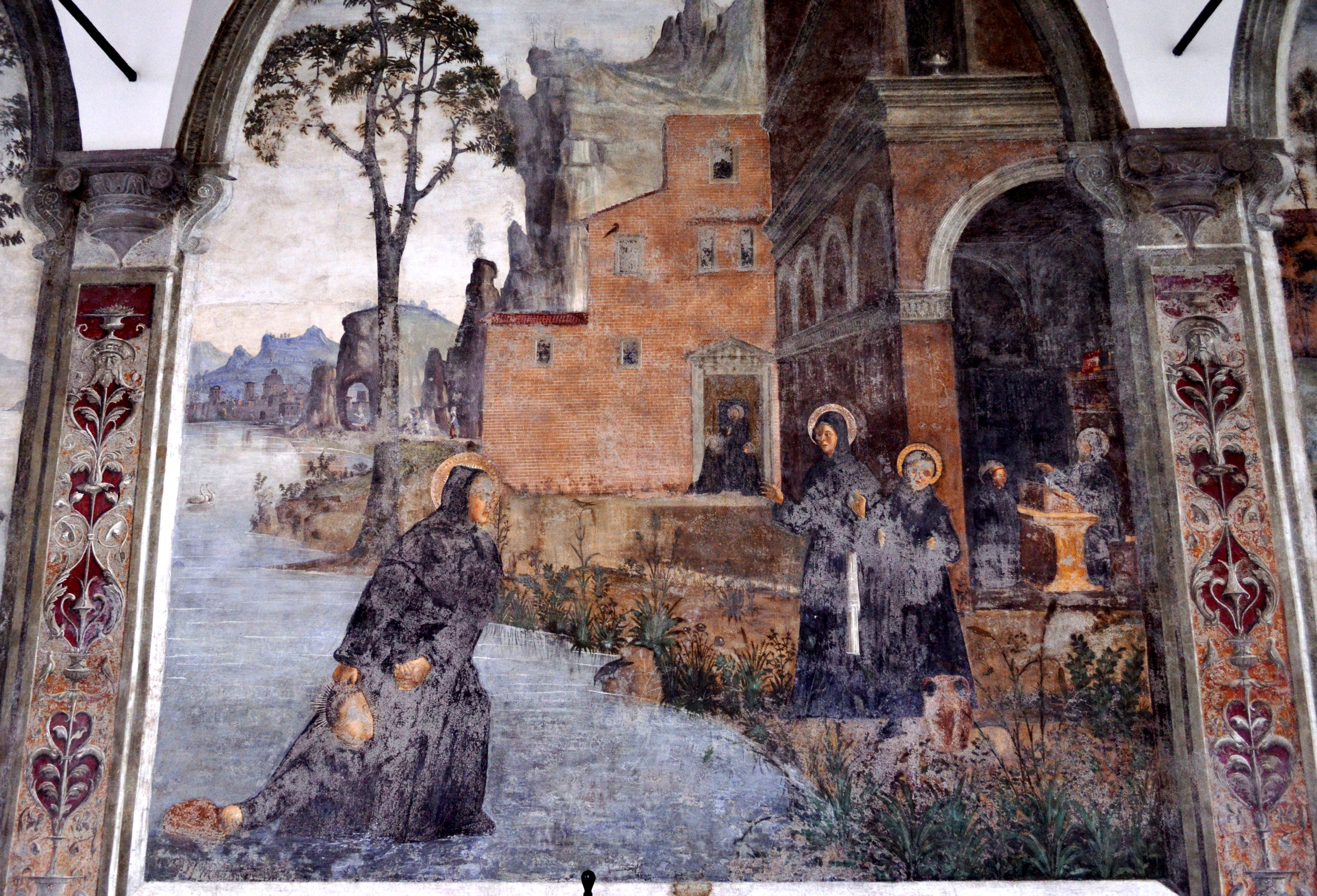
Antonio Solario: Vita di San Benedetto

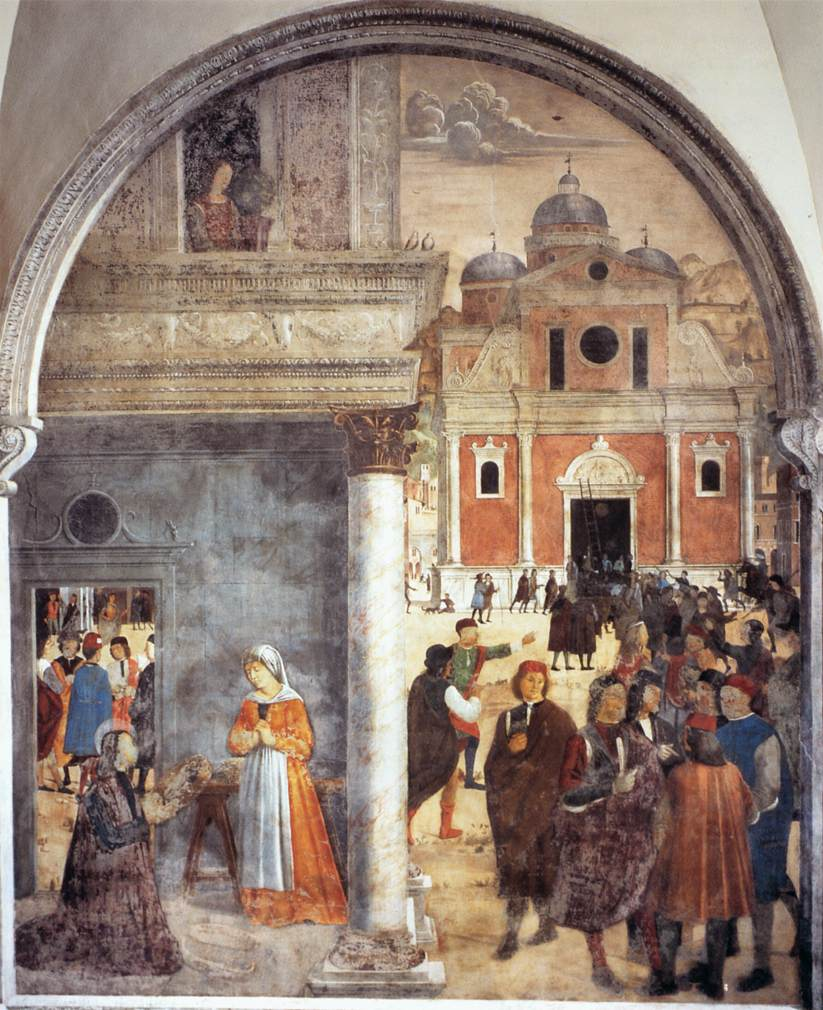
Antonio Solario: Vita di San Benedetto

### Chiostro del Noviziato (oder Chiostro piccolo)
Der kleine Kreuzgang (Chiostro piccolo) oder Kreuzgang der Novizen (Chiostro del Noviziato) wurde im 15. Jahrhundert durch Giovanni Francesco Mormando über rechteckigem Grundriss und mit einem Portikus von 30 Arkaden errichtet; seine Struktur wird von Pilastern aus Piperno getragen. 1803 wurde der obere Teil verändert, weil man dort eine Schule einrichtete. 1835, als die Mönche das Kloster verließen, wurden hier die Archive des Reiches untergebracht, und 1901 wurde zu Ehren des neapolitanischen Historikers und Archivars Bartolomeo Capasso eine Büste aufgestellt.

### Chiostro di Marmo, Refektorium, Kapitelsaal

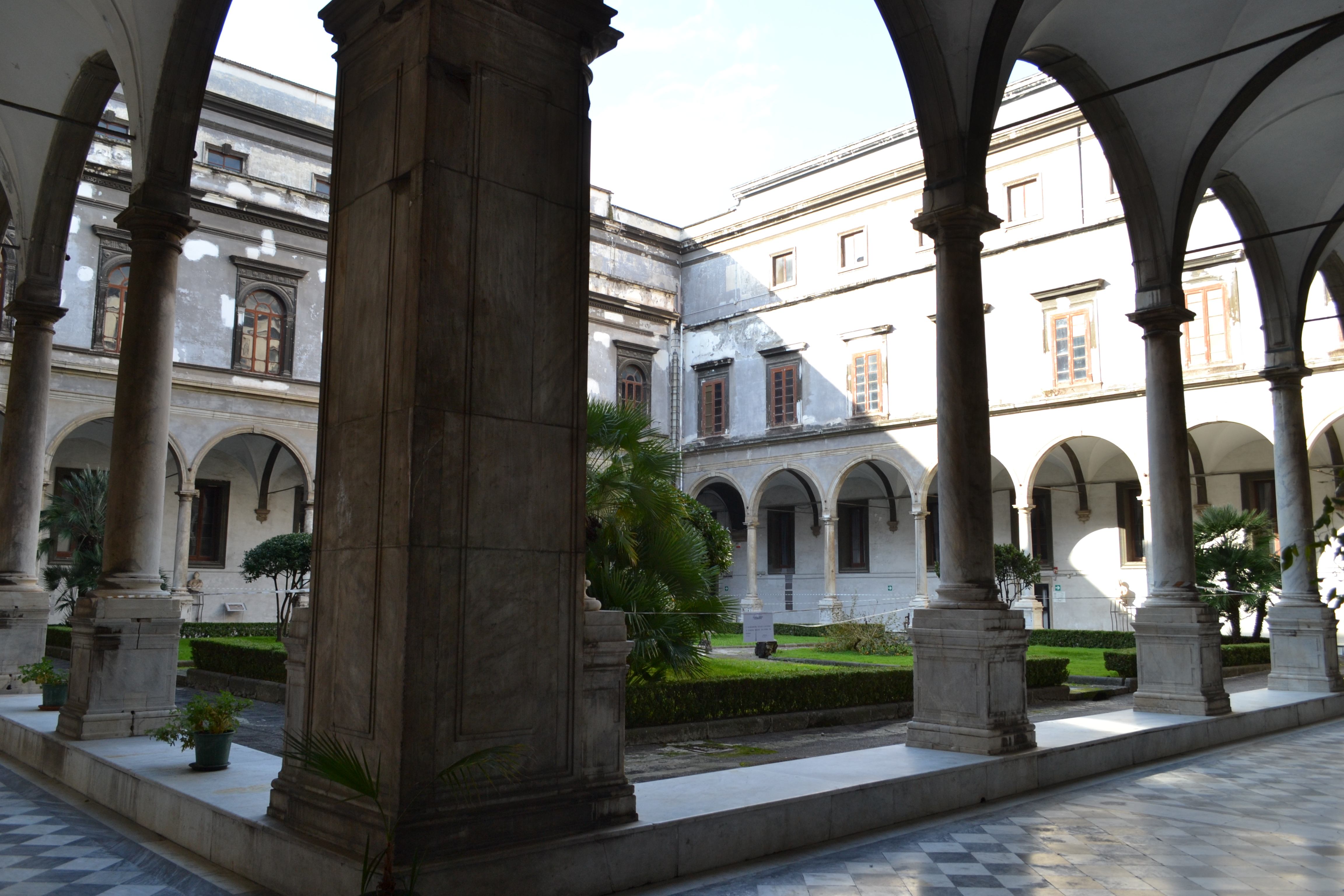
Chiostro di Marmo o Grande

Der letzte ist der große oder marmorne Kreuzgang (Chiostro di Marmo; auch: Chiostro quadrato), der aus dem 16. und 17. Jahrhundert stammt. Sein Garten wird durch Arkaden mit 24 Bögen eingefasst, die von zierlichen Säulen aus Carrara-Marmor getragen werden; deren Kapitelle entsprechen der dorischen Ordnung und sind mit floralen Motiven verziert. Im Zentrum befindet sich eine Marmorstatue der Theologie von Michelangelo Naccherino, die hier aufgestellt wurde, als man im Gebäude die Archive einrichtete.
An den Seiten des marmornen Kreuzgangs befinden sich einige bemerkenswerte Säle: die kleine Sala Tasso wird so genannt, weil sie 1594 den berühmten Dichter beherbergte; der Kapitelsaal (Sala del Capitolo oder dei Catasti) hat – abgesehen von Regalen mit Archiven des Katasteramts aus dem 18. Jahrhundert – seine Deckenfresken von Belisario Corenzio bewahrt, mit Gleichnissen Jesu im Gewölbe und Allegorien der Passion in den Lünetten (siehe unten).
Im Refektorium (oder Sala Filangieri) werden Dokumente des Königreichs von Neapel vom 16. bis 19. Jahrhundert und andere Akten bis zur Einheit Italiens aufbewahrt. Am hinteren Ende des Saals befindet sich auch hier ein Werk von Belisario Corenzio: die Wunderbare Vermehrung von Brot und Fisch mit dem Heiligen Benedikt, der Brot an die Mönche verteilt (siehe unten). Die Büste Ferdinands II. schuf Tito Angelini.
Ein vierter Kreuzgang hat eine Treppe aus Piperno und führt zur Bibliothek.

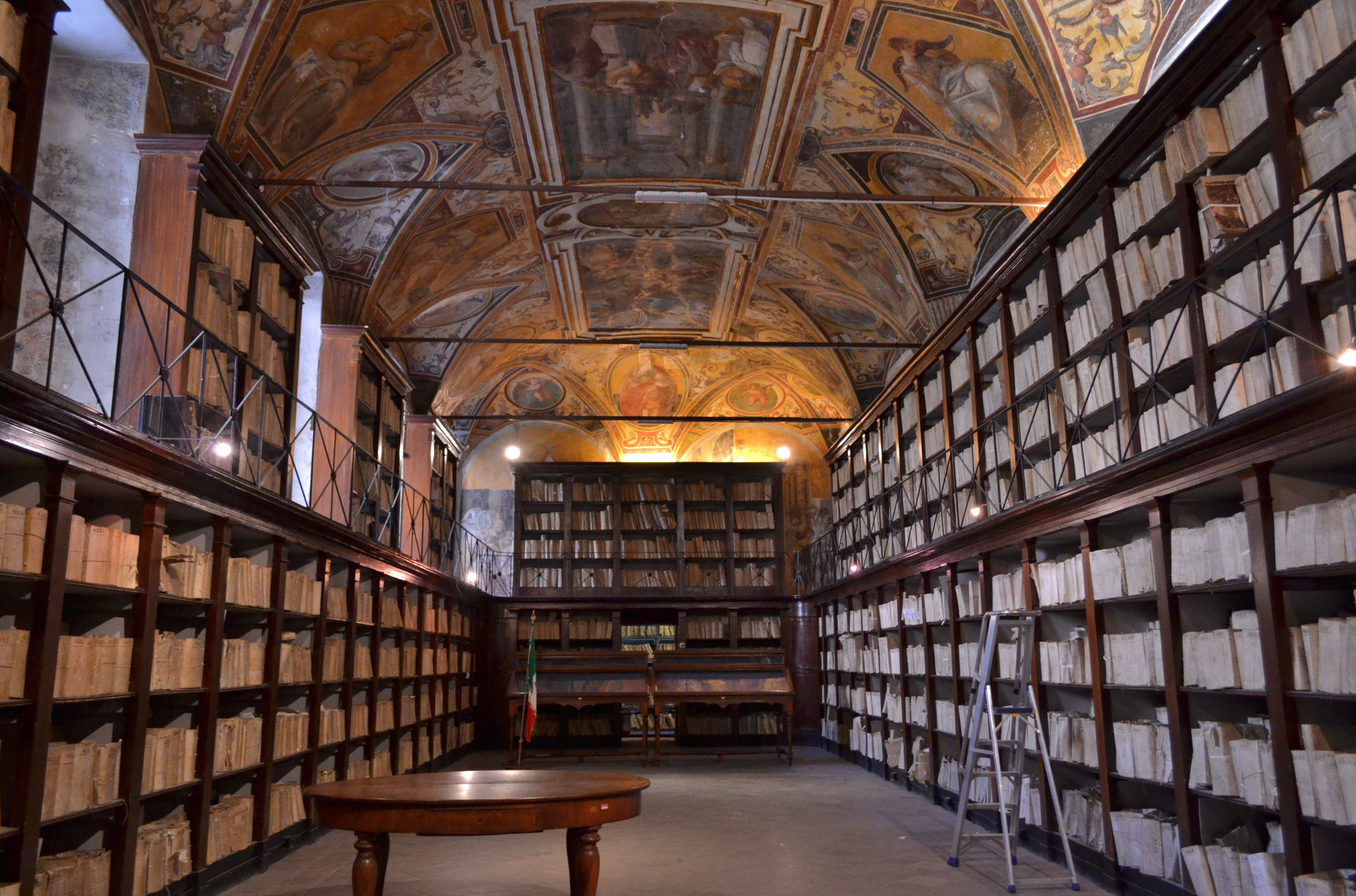
Kapitelsaal mit Decke von Belisario Corenzio (Anf. d. 17. Jhd.s) (Staatsarchiv)
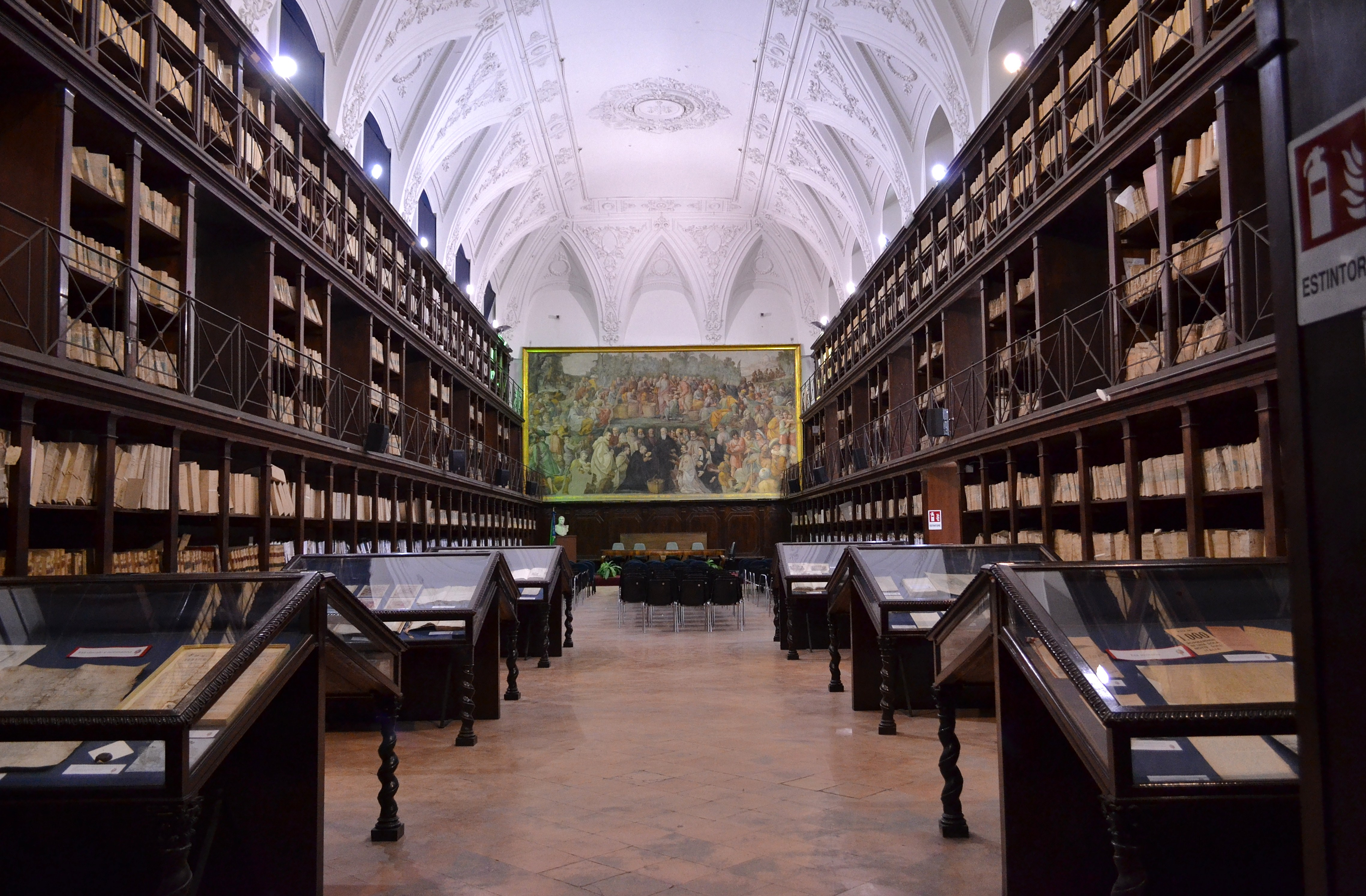
Ehemaliges Refektorium (Staatsarchiv)